# Adolf Obermüllner
Adolf Obermüllner, född 3 september 1833 i Wels, död 29 oktober 1898 i Wien, var en österrikisk målare.
Han studerade i Wien och München samt målade vinterbilder och oftast ganska storslagna alplandskap, dessutom 20 nordpolsbilder, som han utförde efter skisser av den österrikiske nordpolsfararen Julius von Payer. Många av Obermüllners målningar spreds i efterbildning i gravyr eller litografi och vann stor popularitet. Han var även författare, framför allt till reseskildringar.